# Kryopigí (ort i Grekland, Mellersta Makedonien)
Kryopigí (Kryopigi) är en ort i Grekland.   Den ligger i prefekturen Chalkidike och regionen Mellersta Makedonien, i den nordöstra delen av landet, 230 km norr om huvudstaden Aten. Kryopigí ligger 110 meter över havet och antalet invånare är 737.
Terrängen runt Kryopigí är platt åt nordväst, men söderut är den kuperad. Havet är nära Kryopigí åt nordost. Runt Kryopigí är det ganska glesbefolkat, med 42 invånare per kvadratkilometer. Närmaste större samhälle är Kassandra, 5,3 km väster om Kryopigí. 